# 울프수

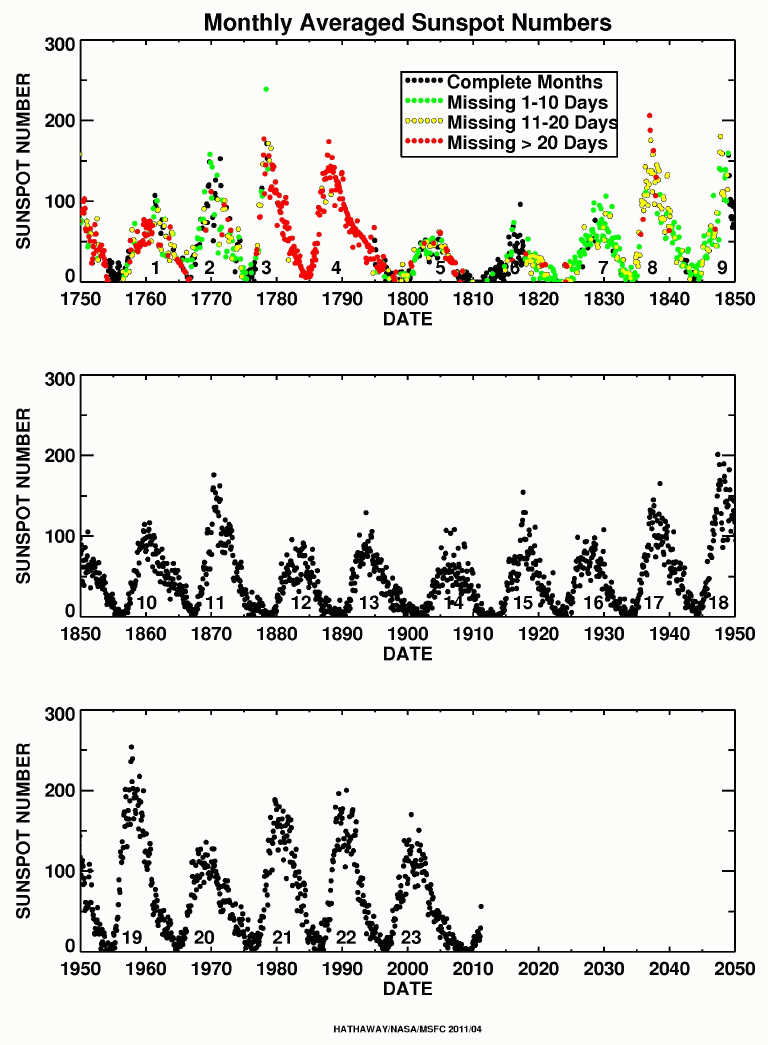
1750년 이후의 울프수.

울프수(Wolf number) 또는 전역흑점수(International sunspot number), 상대흑점수(relative sunspot number), 취리히 수(Zürich number)는 태양에 존재하는 흑점 및 흑점집단 수를 재는 데 사용하는 양이다.

## 역사
흑점 수를 정량적으로 계산하자는 생각은 1848년 스위스 취리히에서 루돌프 울프가 처음 고안하였다. 최초로 고안한 울프 이름을 따서 '울프 수'라는 이름이 붙여졌다. 관측되는 작은 흑점들의 변화를 보정하기 위해, 흑점 수 및 흑점 집단 수를 이용하여 울프수를 잰다.
이 수는 150년 넘게 천문학자들이 자료를 수집하면서 표로 정리했다. 이를 정리하면서, 흑점 수는 주기적으로 늘어났다 줄어들었다를 반복하며 9.5년에서 11년마다 최대치를 찍는 것으로 밝혀졌다. 이 주기는 1843년 하인리히 슈와베가 처음으로 발견했다.
날씨 및 가용 천문대, 연구원 문제로 실제 흑점 수는 여러 장소에서 여러 사람들이 서로 다른 장비들을 가지고 나온 값들의 평균으로 나오며, 작은 흑점들과 흑점 집단들의 분할 여부에 관한 주관을 해결하기 위해 각 관측기에 배정된 비례상수 k가 있다.
상대흑점수 {\displaystyle R}은 다음과 같은 공식이다.
{\displaystyle R=k(10g+s)\,}
여기서
- {\displaystyle s}는 각각의 흑점 수
- {\displaystyle g}는 흑점 집단의 수
- {\displaystyle k}는 위치와 계측기에 따라 달라지는 비례상수(관측계수 또는 개인감량계수 {\displaystyle K}라고도 부름)[5]

## 개정
2015년 7월 1일 이후 흑점수 계산이 개정되면서 새로운 목록이 배포되었다. 가장 큰 차이점은 전체적으로 계수가 1.6배 증가했다는 것이다. 전통적으로 처음 울프가 사용했던 장비에 보완이 이루어지면서 1893년 이후의 모든 흑점계수는 0.6이 붙었었다. 이 계수가 없어지면서 현대 계산되는 값이 실제의 흑점값과 거의 비슷하게 바뀌었다. 또한, 1947년 이후 흑점이 크기에 따라 가중치를 받았던 계산법을 새로운 계산법에 나타나는 편향을 없애기 위해 같이 제거되면서 이후 흑점값은 살짝 줄어들었다.

## 같이 보기
- 태양 법칙
- 조이의 법칙 (천문학)